# Lyuben Karavelov
Lyuben Stoychev Karavelov (en búlgaro: Любен Стойчев Каравелов), (Koprivshtitsa, c. 1834 - Ruse, 21 de enero de 1879) fue un escritor, poeta, periodista y revolucionario búlgaro. Fue una de las figuras del Despertar nacional búlgaro.
Su hermano Petko Karavelov fue un destacado político liberal que se desempeñó como primer ministro en cuatro ocasiones.

## Biografía
Karavelov nació en Koprivshtitsa. Comenzó su educación en una escuela de corte religioso aunque terminó su educación la escuela del padre de  Nayden Gerov en Plovdiv. Luego, su padre lo envió a estudiar en una escuela griega durante dos años, antes de transferirse a una escuela búlgara, donde estudió literatura rusa. Se mudó a Edirne, pero pronto regresó a Koprivshtitsa y fue enviado a Constantinopla en 1856 donde estudiará la cultura y etnografía de la región. También desarrolló un gran interés por la política y los sucesos de la Guerra de Crimea.
Se matriculó en la Facultad de Historia y Filología de la Universidad de Moscú en 1857. Allí recibe la influencia de los demócratas revolucionarios rusos. En 1859 fue puesto bajo vigilancia policial y participó en disturbios estudiantiles en 1861. Con un grupo de otros jóvenes estudiantes búlgaros radicales publicó un diario. Comenzó a escribir poesía y cuentos en búlgaro y publicaciones académicas sobre etnografía y periodismo en ruso.
En 1867 fue a Belgrado como corresponsal de periódicos rusos. También comenzó a publicar prosa y periodismo en serbio. Allí se casaría con la escritora y activista se casó con En 1867 fue a Belgrado como corresponsal de periódicos rusos y comenzó a publicar prosa y periodismo en serbio. Allí se casó con la escritora y activista serbia Natalija Petrović.
Debido a que tuvo relaciones con Svetozar Marković, líder socialista, debió irse a Novi Sad,en aquella época Imperio austrohúngaro. Allí fue arrestado y llevado a la prisión de Budapest por una supuesta conspiración. En 1869 se traslada a Bucarest para editar su propio periódico, que acabaría llamándose Svoboda (Libertad), y formar parte de la recién creada Sociedad Académica Búlgara (actual Academia de Ciencias de Bulgaria). En Svoboda trabajará con el poeta y revolucionario Hristo Botev.
En 1870 es elegido presidente del Comité Central Revolucionario Búlgaro, organización revolucionaria fundada en 1869 entre los círculos emigrantes búlgaros en Rumania, donde trabajará con el líder del Comité Búlgaro Revolucionario Vasil Levski.
Junto a Botev publicará entre 1873 y 1874 el periódico Nezavisimost (Independencia). Sin embargo, tras la captura y ejecución de Levski en 1873, Karavelov abandonó gradualmente su celo revolucionario y comenzó a publicar revistas y libros de divulgación científica. Esto hizo que recibiera duras críticas por parte de Botev.
Poco después de la liberación de Bulgaria murió en Ruse.

## Obras
- Páginas del libro de los sufrimientos de la estirpe búlgara: Escrito en ruso. Describe la existencia del pueblo búlgaro bajo la dominación otomana.
- ¿Acaso tiene la culpa el destino?: Escrito en serbio. Se trata de una dura crítica al despotismo monárquico de la época.
- De la casa muerta: Libro de memorias de su época en la cárcel.
- Los búlgaros de otros tiempos: Novela corta.
- El niño de mama: Novela corta considerada una de las primeras novelas búlgaras originales.